# Четецът
„Четецът“ (на английски: The Reader) е американско-германски романтичен драматичен филм от 2008 г. на режисьора Стивън Долдри. Сценарият, написан от Дейвид Хеър, е базиран на едноименния роман (1995 г.) на Бернхард Шлинк. В него участват Ралф Файнс, Кейт Уинслет и Дейвид Крос. Филмът е първоначално пуснат само в няколко кина в САЩ на 10 декември 2008 г., a официалната му премиера за Америка се е състояла на 30 януари 2009 г., а в България на 24 април 2009 г. Това е последният филм на продуцентите Антъни Мингела и Сидни Полак – и двамата са починали преди филмът да бъде официално излъчен.
Главният проблем, който поставят както художествената творба, така и нейната адаптация, е: как поколението, което не е участвало в събитията преди и по време на Втората световна война, може да се справи с миналото на своите родители – поколението преди тях.

## Сюжет (филм)
Филмът започва със сцена от спалнята на вече възрастния Михаел Берг (Ралф Файнс). Непосредствено след това зрителят е изпратен в 1958 г. в Западна Германия. 15-годишният Михаел (Дейвид Крос) не се чувства добре и слиза от трамвая, в който се е возил. За първи път се среща с 36-годишната Хана Шмиц (Кейт Уинслет), докато повръща в близост до сградата, в която тя живее. Тя му помага да се прибере у дома.
Михаел е диагностициран със скарлатина и му се налага да отсъства от училище няколко месеца. Когато той се излекува от болестта, посещава Хана, за да ѝ се отблагодари за това, че му е помогнала.
Така започва и тяхната афера. Михаел започва да прекарва почти цялото си свободно време в нейния апартамент. Освен че правят секс, това, което прави връзката им толкова интересна е, че Михаел чете на глас на Хана литературните произведения, които изучава в училище. Постепенно четенето на глас се превръща в ритуал при неговите посещения.
Те предприемат пътуване с колела в провинцията. След като се връщат, Хана разбира, че е получила повишение от работа и напуска града, без да каже на младия Михаел.
През 1966 г. Михаел вече като студент по право в Хайделберг, посещава съдебен процес (подобен на тези, които, действително състояли се във Франкфурт на Майн, са разкрили ужасите на Аушвиц). Подсъдимите са няколко жени – SS надзирателки – една от които е и самата Хана. Те са обвинени в това, че умишлено са оставили да умрат 300 затворнички еврейки в горяща църква.
Ключово доказателство по време на процеса е книгата, написана от една от оцелелите в пожара – Илана Матър (Александра Мария Лана). В нея тя разказва за нещата, които тя заедно с майка си (Лена Улин), е трябвало да преживее. Книгата и нейните показания, дадени в съдебната зала, се оказват водещи при разследването на случая. Илана описва Хана като различаваща се от останалите надзирателки. Благодарение на Илана съдът разбира, че Хана е принуждавала млади жени затворнички да ѝ четат през нощта.
Михаел, провокиран от съдебния процес, посещава един път Аушвиц (концлагер).
Малко по-късно Хана доказва, че наистина се различава от останалите подсъдими – тя единствена признава, че всеки месец е трябвало да избира 10 жени, които да бъдат изпращани в концентрационни лагери. Другите подсъдими я обвиняват, че тя е написала доклада, според който те в ролята си на охранители, дори не са знаели за пожара. Съдът налага проверка на почерка, но Хана отказва да даде такава – вместо да признае, че е неграмотна, тя поема цялата вина, казвайки, че тя е изготвила доклада. Това е моментът, в който Михаел осъзнава, че Хана е неграмотна. Тя получава доживотна присъда, докато всяка от другите подсъдими е осъдена на 4 години и три месеца.
Той, покрусен от развитието на събитията, се съветва със своя професор по отношение на това какво би могло да се направи – редно ли е да издаде тайната на Хана, за да я оневини, или е по-добре да не казва нищо, като уважи нейното решение? Михаел решава да посети Хана в ареста, но когато вече е там, той се отказва и не се среща с нея.
Междувременно Михаел (Ралф Файнс) се е оженил и развел, а от брака си има една дъщеря. Един ден попада на книгите, които е чел на Хана. Тогава решава да започне да ѝ праща касети, на които да записва как чете. Посредством записите, които той изпраща, Хана се научава да чете и пише. Тя започва да му връща писма, които са напиани с детски почерк. В тях Хана умолява Михаел да ѝ пише. При показването на всяко едно от писмата, си проличава как Хана подобрява все повече и повече своя начин на писане. Михаел обаче никога не ѝ отговоря, но продължава да ѝ изпраща касетки.
През 1988 г. му се обаждат от затвора, за да го уведомят, че Хана скоро ще бъде освободена поради добро поведение. Той ѝ намира жилище и работа, а за първи път посещава Хана седмица преди да бъде освободена. По време на срещата Хана е много щастлива, докато Михаел е дистанциран и се опитва да научи повече за нейното минало и защо е извършвала тези неща.
Седмица по-късно Михаел отива да вземе Хана, но се оказва, че тя се е обесила. Оставила му е метална кутия от чай с пари и бележка, в която моли Михаел да изпрати тези пари на Илана – оцелялата свидетелка.
Михаел пътува до Ню Йорк, за да се срещне с Илана, изиграна вече от Лена Улин. Тя е първият човек, на когото той признава за връзката си с Хана. Илана отказва парите. Взима обаче чаената кутия, защото много ѝ прилича на нейна, която е била открадната в Аушвиц.
Филмът завършва с това как Михаел завежда дъщеря си на гроба на Хана и започва да ѝ разказва тяхната история.

## Книгата
„Четецът“ е роман на немския професор по право и писател Бернхард Шлинк. Той е публикувана през 1995 г. в Германия и през 1997 г. в САЩ. В основата си книгата илюстрира трудностите, пред които е трябвало да се изправи поколението (поколението, което Бертолт Брехт нарича Nachgeborenen) на следвоенна Германия. „Четецът“ заедно с други книги, които се занимават с проблемите около приемането на миналото (Vergangenheitsbewältigung), анализира начините, по които поколението, което идва след войната, може да се справи с миналото. Така се очертава главният въпрос, който произведението поставя: как да преживеем това минало и как да се отнасяме към хората, които са били част от него?
Книгата е добре приета не само в родината на автора си, но и в чужбина. Тя е преведна на 45 различни езика.
Романът е разделен на три части; макар и от време на време хронотопът на сюжетното действие да бъде прекъсван чрез ретроспекции и прескоци напред във времето, той се стреми да остане верен на хронологическата последователност на събитията. Историята в книгата е разказана през погледа на единия от героите ѝ – Михаел Берг.

### Първа част
Действието на първата част е ситуирано през 1958 г. в Западна Германия. 15-годишният Михаел Берг се среща случайно с 36-годишната Хана Шмиц, която му помага да стигне до вкъщи, защото той е болен. Оказва се че, Михаел има хепатит и се налага да си остане вкъщи няколко месеца, като пропуска училище. След като той оздравява, решава да занесе цветя на Хана, за да ѝ благодари. Тогава той осъзнава, че е привлечен от нея и избягва. Малко по-късно Михаел се връща при нея и така започва тяхната връзка. Постепенно къпането и правенето на секс се превръща в тяхна традиция, а към нея малко по-късно се добавя и четенето на глас на литературни произведения, които Михаел изучава в училище. Интересно е, че в книгата се набляга на разговорите, в които Хана и Михаел говорят за училищния живот на 15-годишния младеж. Тя дори е тази, която чрез своето присъствие в живота му, го мотивира той да не повтаря осми клас. Във филмите обаче много рядко те разговарят за живота на Михаел извън апартамента на Хана. Тя често пъти действа агресивно спрямо далеч по-младия си любовник, но той уплашен от това да не я загуби, не прави нищо, за да се защити. Няколко месеца след като е започнала връзката им, Хана напуска града, без да се обади. Михаел решава, че той е бил виновен за нейното напускане, защото напоследък е почнал да прекарва повече време със своите връстници. Техните взаимоотношения оказват влияние над всички по-нататъшни връзки, които Михаел има през живота си

### Втора част
Тук вече виждаме Михаел 6 години по-късно. Той е студент по право и в ролята си на такъв той посещава съдебно дело. Обвиняеми по делото са бивши SS надзирателки. Те са обвинини в това, че умишлено са оставили 300 затворички еврейки да умрат в църква, която се е запалила влседствие на бомбардировка. Основно доказателство по делото се явява книга, която една от успелите да избяга, е написала. Хана е една от петте обвиняеми. За Михаел това е много разтърсащо разкритие, но той не остава затворен в рамките на личното преживяване – чувствайки се виновен, защото е обичал човек, способен на това – той излиза отъд рамките му, за да започне да си задава универсални въпроси, касаещи изобщо справедливостта и вината.
Когато Хана отказва да даде почеркова експертиза, която може да я оневини, Михаел разбира, че тя не може да чете и пише. Оказва се, че нейната неграмотност е определила живота ѝ – Хана е предпочела да стане надзирателка в лагер пред това да работи в Сименс АГ.
Става ясно, че в лагера Хана е избирала по-слаби момичета, които не са били способни да работят, за да ѝ четат през нощта. Тогава Михаел започва да се чуди дали тя ги е избирала, за да забави тяхната смърт, или защото не е искала тайната ѝ да бъде разкрита. В крайна сметка Хана е обвинена като ръководител и е изпратена в затвора с доживотна присъда.

### Трета част
Минали са години, Михаел вече е разведен и има дъщеря, която е в интернат. Той започва да изпраща на Хана касети, на които чете художествени произведения. Тя самата се научава да пише и чете посредством касетите, които той ѝ изпраща. Макар и тя да му пиша множество писма, той нито веднъж не ѝ отговаря.
След малко повече от 18 години, прекарани в затвора, Хана ще бъде освободена. Директорката на затвора се свързва с Михаел година по-рано, защото той е единственият човек, с който Хана е комуникирала, докато е била вътре. Директорката моли Михаел да помогне на Хана, като ѝ намери жилище и работа. Една седмица преди да бъде освободена от затвора, Михаел се решава да посети Хана.
Когато през 1983 г. Хана трябва да излезе на свобода, Михаел отива да я вземе. Тогава той разбира, че тя се е самоубила. Оказва се, че Хана е прочела различни книги на оцелили хора от Холокост. Хана е оставила на Михаел бележка в кутия от чай. Там тя го моли, той да даде парите на оцелялата свидетелка от пожара в църквата.
Малко по-късно Михаел отива в Америка, където живее въпросната жена. За разлика от филма, който завършва с това как Михаел започва да разказва на дъщеря си, то в книгата единственият човек, на който Михаел разкрива отношенията си с Хана, е тъкмо свидетелката по делото.
Тя отказва парите, защото „Ако бъдат употребени за нещо, свързано с холокоста, това наистина може да се смята за опрощение, което нито мога, нито искам да дам.“ Дъщерята взема за себе си металната кутия за чай, защото тя е имала подобна, но в лагера са ѝ я откраднали.
След като Михаел е дарил на парите на Хана на Еврейската лига за борба с неграмотността, той посещава гроба на Хана за пръв и последен път.

## Оценка на критиката за филма и книгата
Макар че филмът и книгата се ползват с предимно положителна критическа рецепция, негативните коментари все пак не са изключение. Те най-вече произхождат от противоречивостта на посланията около неграмотността на Хана. Николас Уро в статията си, публикувана в Гардиън, обръща внимание на връзката между неграмотността на Хана и „моралната неграмотност“ на Третия Райх. Това мнение е показателно за множество други, според които неграмотността на Хана е изведена на преден план, за да може тя да бъде извинена. Ричард Бернщайн настоява, че „би било грешка историята на Шлинк да бъде четена като национална алегория“. В Süddeutsche Zeitung Джеръми Адлър обвинява Шлинк в „културна порнография“, защото романът му опростява историята и принуждава читателя да се идентифицира с виновниците. За филма Рон Розенбаум с ирония пише в Slate (magazine), че: „Това е филм, който иска от нас да съчувстваме на масовите убийци, които все пак съжаляват за действията си...“.
Въпреки че всички тези мнения фокусират вниманието си само върху Хана и темата за неграмотността, е важно да се отбележи, че заглавието на книгата на немски – „Die Vorleser“ – означава „този, който чете“. Така повествователното ударение бива поставено върху Михаел, а не върху Хана.
Манола Дадриджс в Ню Йорк Таймс пише: „Може да се твърди, че този филм не е точно за Холокост, а за поколението, израснало в неговата сянка, за което всъщност настоява и книгата. Но филмът не е нито за Холокост, нито за немците, които се борят с неговото наследство. Това е филм, който иска да накара публиката да се чувства добре за една историческа катастрофа, която при всяка своя художествена преработка, се променя.“
Thelma Adams в HuffPost определя връзката на 15-годишното момче с 36-годишната жена като насилие, което е много по-смущаващо отколкото който и да е исторически въпрос, поставен във филма: „Михаел е жертва на насилие, а неговият насилник просто се е случило да бъде прелъстителна пенсионирана надзирателка от Аушвиц (концлагер). Може да се каже, че тяхната връзка и нейните последствия са метафора за двете поколения немци, които си предават вината един на друг, но това не обяснява защо Стивън Долдри и Дейвид Хеър са илюстрирали такава наслада в секс сцените – и защо те, атрактивно направени, ще попречат на публиката да види в това детската порнография, каквото всъщност е.“ 
Хеър отговаря на това обвинение, казвайки, че „това е най-нелепото нещо... Ние се потрудихме изключително много, за да не изглежда тъкмо по този начин. Книгата е дори по-еротична.“ Стивън Долдри добавя, че „Той е младо момче, което се влюбва в по-възрастна жена, която е не само контролираща, но и личност, която трудно може да разбереш. Това е историята.“

## Любопитни факти
През април 1998 г. Мирамакс придобиват правата за заснемането на „Четецът“. Филмът започва да се снима през септември 2007 година, когато Стивън Долдри е избран за режисьор на филмовата адаптация. Кейт Уинслет е първият избор за Хана, но малко по-късно ѝ се налага да напусне филма, защото не може да го съчетае с програмата си при снимането на Пътят на промените (филм). Никол Кидман е избрана за нейна заместничка, но през януари 2008 г. тя забременява и напуска проекта. Кейт Уинслет се връща в продукцията отново, без Кидман да е записала нито една сцена.
Шлинк е искал филмът да бъде сниман на английски, а не на немски. Това произхожда от неговото настояване, че наистина в основата си сюжетът поставя немските социокултурни и политически условия, но посланията, които носи, са универсални и засягат изобщо цялото поколение, живяло след Втората световна война.
Дейвид Хеър е този, който решава да промени финала на филма, но също така и да се откаже упторебата на глас, който да разказва какво се случва.
Всички от актьорския състав са немци освен Файнс, Уинслет и Улин – първите двама са англичани, а Улин е шведка.
Всички, освен Крос, са доказани актьори в страната си. 17-годишният той е трябвало да научи английски по време на заснемането на филма, за да може да изиграе ролята си. Интересно е, че секс сцените във филма са заснети последни, защото са изчаквали Дейвид Крос да навърши 18 години.
Филмът е пуснат на 10.12.2008 година само в осем кина в Америка. На 30 януари 2009 филмът започва да бъде прожектиран в цялата страна, като събира $2 380 376 приходи. Интересът към него обаче се увеличава, след като Кейт Уинслет печели „Оскар“ за най-добра женска роля и той е отново излъчван.
Към днешна дата в Internet Movie Database рейтингът на филма е 7.6 от 10 с отчетени 209,813. В сайта Rotten Tomatoes филмът е с рейтинг – 6,4 от 10 – базиран върху ревютата на професионална критика; 3,7 от 5 – базиран върху гласуването на публиката.

## Основни разлики между филма и книгата
| Книга | Филм |
| --- | --- |
| Започва с болестта на Михаел                                                                             | Започва със сцена от спалнята на вече възрастния Михаел (Ралф Файнс)                                                          |
| Михаел е на 15 години                                                                                    | Актьорът, който играе Михаел (Дейвид Крос) е на 18 г. и не изглежда като 15-годишен                                           |
| Михаел е болен от жълтеница                                                                              | Михаел е болен от скарлатина                                                                                                  |
| Хана и Михаел разбират имената си на шестата си среща                                                    | Разбират имената си на третата си среща                                                                                       |
| Хана мотивира Михаел да не повторя годината в училище                                                    | Това не е включено във филма                                                                                                  |
| Хана винаги иска от Михаел да се изкъпе преди да правят секс                                             | Това не е включено във филма                                                                                                  |
| Михаел оставя бележка на Хана по време на пътуването им в провинцията                                    | Това не е включено във филма                                                                                                  |
| Михаел иска съвет от баща си дали трябва да се представи информация по делото                            | Михаел иска съвет от преподавателя си, който във филма дори е наречен проф. Рол, докато в книгата неговото име не е упоменато |
| В книгата подсъдимите заедно с Хана са 6                                                                 | Подсъдимите в филма са 7 заедно с Хана                                                                                        |
| Посещава два пъти лагера Нацвайлер-Штрутхоф                                                              | Посещава един път Аушвиц (концлагер)                                                                                          |
| Оцелялата майка, чието име не е дадено в книгата, живее в Израел и съдът е взел показанията ѝ оттам      | Оцелялата майка (Лена Улин) е в съдебната зала, като дори ѝ е дадено име – Роуз Мадер                                         |
| Хана не моли в писмата си Михаел да ѝ пише; Той разбира за това нейно желание от директорката на затвора | Хана моли в писмата си Михаел да ѝ пише                                                                                       |
| Хана е била в затвора 18 години                                                                          | Хана е била в затвора повече от 20 години                                                                                     |
| Михаел отива на гроба на Хана сам                                                                        | Михаел отива на гроба на Хана с дъщеря си                                                                                     |
| Михаел е описал събитията в книга                                                                        | Михаел разказва събитията на дъщеря си                                                                                        |
| В книгата има и ретроспекции, но събитията са хронологически представени                                 | Във филма се редуват моментие от миналото и настоящето на Михаел                                                              |

## Актьорски състав
| Актьор                | Роля                                 |
| --------------------- | ------------------------------------ |
| Кейт Уинслет          | Хана Шмиц                            |
| Ралф Файнс            | Михаел Берг (възрастен)              |
| Дейвид Крос           | Михаел Берг (млад)                   |
| Бруно Ганц            | професор Рол                         |
| Александра Мария Лара | Илана Мадер                          |
| Лена Улин             | Роуз Мадер / Илана Мадер (възрастна) |
| Каролин Херфурт       | Марта                                |
| Хана Херцпрунг        | Юлия                                 |
| Бургхарт Клауснер     | съдия                                |
| Линда Басет           | г-жа Бренер                          |
| Сузане Лотар          | Карла Берг                           |

## Награди и номинации
Филмът е спечелил 26 награди, а е бил номиниран общо 47 пъти.
| Категория                                        | Номиниран(и)                 | Резултат                    |
| Оскар (22 февруари 2009 г.)                      | Оскар (22 февруари 2009 г.)  | Оскар (22 февруари 2009 г.) |
| ------------------------------------------------ | ---------------------------- | --------------------------- |
| Най-добра женска роля                            | Кейт Уинслет                 | награда                     |
| Най-добър филм                                   | Най-добър филм               | номинация                   |
| Най-добър режисьор                               | Стивън Долдри                | номинация                   |
| Най-добър адаптиран сценарий                     | Дейвид Хеър                  | номинация                   |
| Най-добра кинематография                         | Роджър Дийкинс и Крис Менгес | номинация                   |
| Награда на БАФТА (8 февруари 2009 г.)            |                              |                             |
| Най-добра актриса в главна роля                  | Кейт Уинслет                 | награда                     |
| Най-добър филм                                   | Най-добър филм               | номинация                   |
| Най-добра режисура                               | Стивън Долдри                | номинация                   |
| Най-добър адаптиран сценарий                     | Дейвид Хеър                  | номинация                   |
| Най-добра кинематография                         | Роджър Дийкинс и Крис Менгес | номинация                   |
| Златен глобус (11 януари 2009 г.)                |                              |                             |
| Най-добра актриса в поддържаща роля              | Кейт Уинслет                 | награда                     |
| Най-добър филм – драма                           | Най-добър филм – драма       | номинация                   |
| Най-добър режисьор                               | Стивън Долдри                | номинация                   |
| Най-добър сценарий                               | Дейвид Хеър                  | номинация                   |
| Европейски филмови награди (12 декември 2009 г.) |                              |                             |
| Най-добра актриса                                | Кейт Уинслет                 | награда                     |
| Най-добър филм                                   | Най-добър филм               | номинация                   |
| Най-добър актьор                                 | Дейвид Крос                  | номинация                   |
| Сателит (14 декември 2008 г.)                    |                              |                             |
| Най-добър филм – драма                           | Най-добър филм – драма       | номинация                   |
| Най-добър режисьор                               | Стивън Долдри                | номинация                   |
| Най-добър адаптиран сценарий                     | Дейвид Хеър                  | номинация                   |
| Най-добра актриса в драматичен филм              | Кейт Уинслет                 | номинация                   |